# طوبي ابراهيمي (مقاطعة تشالوس)
طوبي ابراهيمي (بالإنجليزية: Shahid Tuba Ebrahimi Residences)‏ هي منطقة سكنية تقع في مازندران في إيران. يقدر عدد سكانها بـ 234 نسمة .